# Boues et lanternes
En France, sous l'Ancien Régime, l'impôt des boues et lanternes est dû par les propriétaires parisiens pour le nettoiement des rues et l'entretien des lanternes.
Cet impôt a été décidé par le parlement de Paris en 1509. Jusqu'à l'action énergique du Lieutenant général de police Gabriel Nicolas de La Reynie la salubrité et la sécurité publiques laissaient à désirer dans la capitale. En 1757, les propriétaires peuvent s'en racheter en versant 20 annuités.